# TRSP
TRSP (acronimo di Tele Radio San Pietro) è un canale televisivo locale. Fino al 2017 aveva un carattere prettamente religioso, dedicato alla diffusione del cattolicesimo.

## Storia
Come suggerisce l'acronimo, fu fondata nel 1978 dal sacerdote di Scerni Stellerino D'Anniballe (1929-2019) a Vasto, città dell'Abruzzo dove ebbe sede fino al 2017, e iniziò le sue trasmissioni nella chiesa di San Pietro in Sant'Antonio prima come radio, poi dal 1985 come televisione attraverso le frequenze analogiche.
Dal 2005 al 2014 era visibile anche sulla televisione satellitare in modalità free to air sui 13° est, 11.179 MHz. Veniva memorizzata sul canale 858 degli Sky Box.
Dal 2012, con lo spegnimento definitivo del segnale analogico e il passaggio al digitale terrestre, TRSP è visibile nel proprio multiplex televisivo in Abruzzo e Molise con numero LCN rispettivamente 17 e 15, nel multiplex di Napoli Canale 21 in Campania con LCN 652, poi 680, e da giugno 2013 anche in Puglia nel multiplex TRBC, con LCN 285.
Nella programmazione di TRSP, visibile in streaming per mezzo del sito web ufficiale, trovano spazio il Rosario, la Via Crucis, la Santa Messa, occasionali eventi religiosi di Abruzzo e Molise e rubriche di approfondimento autoprodotte, alcuni programmi delle emittenti nazionali cattoliche TV2000 e Telepace. Fino al 2013 andava in onda anche il tg regionale, inizialmente con tre edizioni giornaliere, ridotte poi, negli ultimi anni ad una alle ore 19.
Fin da quando debuttò nel panorama radiotelevisivo dell'Abruzzo e del Molise, dove è molto seguita, l'emittente è sovvenzionata in parte dalla pubblicità commerciale, e in parte dalle libere offerte dei telespettatori.
Dal 2017, la tv è proprietà del gruppo molisano Media e Servizi S.R.L. e ha sede legale e operativa a Campobasso, perdendo il suo carattere religioso e mantenendo quello interregionale. Infatti nel 2022, in occasione del refarming delle frequenze del DTT in Abruzzo e Molise, trasmette alcuni contenuti sul canale di origine marsicana InfoMediaNews (LCN 15) e si rafforza acquisendo la LCN 99 dalla TV teramana R115 e aprendo una sede nel capoluogo.

## Impianti
L’emittente ha rottamato i propri impianti nel 2016. Di seguito gli impianti trasmittenti che aveva in passato:

### Abruzzo

#### Chieti
- Monte Pallano - Bomba
- Rifugio Pomilio - Majella
- Villa Comunale - Schiavi di Abruzzo

#### Pescara
- Contrada Casone - Pescara

#### Teramo
- Colle Izzone - Teramo

#### L'Aquila
- Monte Luco - L'Aquila
- Ruderi Del Castello Medievale - Castel di Sangro
- Monte San Cosimo - Sulmona

### Molise

#### Campobasso
- Cerro Del Ruccolo - Casacalenda
- Colle Di Breccia - Petacciato
- Monte Verdone - Riccia

#### Isernia
- Monte Cervaro - Colli a Volturno
- Monte Patalecchia - Castelpetroso
- Via Fonte Vecchia - Pesche

### Lazio

#### Frosinone
- Colle Lo Zoppo - Arpino
- San Sebastiano - Isola del Liri
- Via Castello - Vicalvi
- Monte Lungo - Alatri
- Cimitero - Rocca d'Arce
- Valle Roffa - Vallemaio